# 岛屿生物地理学
岛屿生物地理学是生物地理学中的一个领域，它研究孤立的自然群落中物种丰富度和多样性的影响因素。该理论最初是为了解释海岛上的物种-面积关系的模式而发展起来的。现在，该学科研究的“岛屿”可以指任何（在当前或过去）被异质的生态系统包围而孤立的生态系统，其范畴已扩展至山峰、海底山、綠洲、破碎的森林，甚至因人类的土地开发而孤立的自然栖息地。该领域由生态学家罗伯特·麦克阿瑟和艾德華·威爾森于1960年代肇始，他们在普林斯顿种群生物学专著系列的开篇之作中提出了“岛屿生物地理学”一词，这一专著系列试图预测一个新的岛屿上将会出现的物种数量。

## 定义
生物地理学中，岛屿环境或“岛屿”可以指适合特定生态系统的任何棲息地区域，其周围环绕着大量不适宜的栖息地。虽然也可以是一般意义上的島嶼——一块被水包围的土地，但该术语也可以指各种非传统的“岛屿”，例如山峰、孤立的泉水或湖泊，以及孤立的林地。这个概念常用于被人工景观所包围的自然栖息地，例如高速公路或住宅区围合的大片草原或者国家公园。此外，对于一种生物而言的“岛屿”，对于其他生物而言可能并不是岛屿，例如，有些在山顶出没的生物可能也会出现在山谷中，而另一些则只能存在于山峰。

## 理论

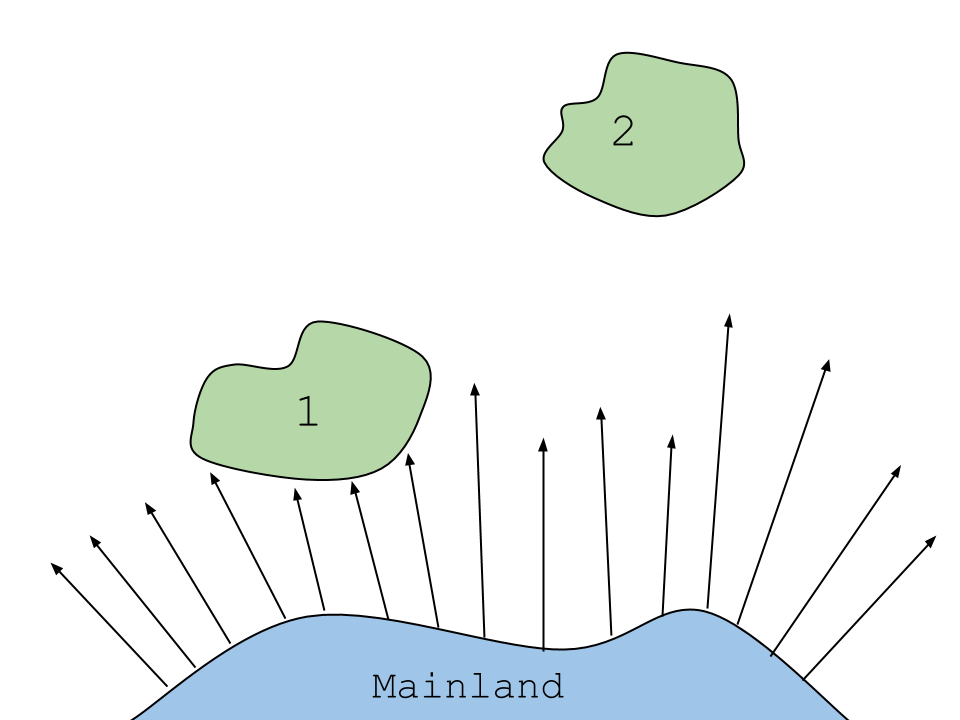
该图显示了岛屿与大陆的距离对物种丰富度的影响。两个岛的大小大致相同。岛屿1接收到更多的生物随机扩散，而岛屿2由于距离较远，接收到的生物随机扩散较少。

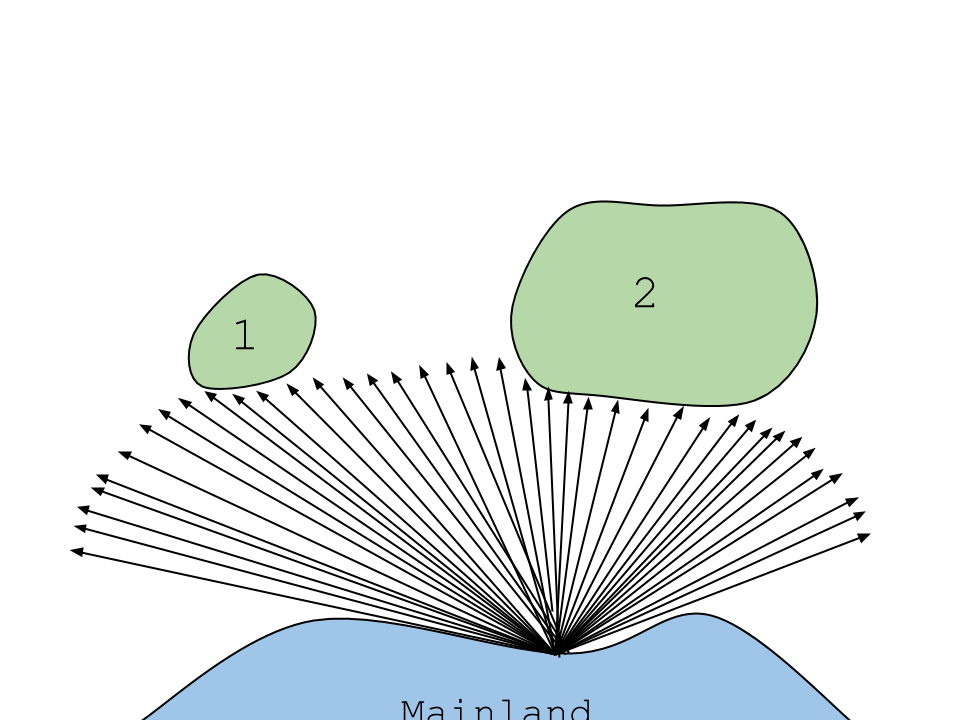
该图显示了岛屿大小对物种丰富度的影响。图中有与大陆距离相等的两个岛屿。岛屿1接受的生物随机扩散较少。而岛屿2接受了更多的箭头，表示能接受更多生物体的随机扩散。

岛屿生物地理学理论指出，未受干扰的岛屿环境（“岛屿”）中，物种数量是由迁入和绝灭决定的。此外，正如达尔文对加拉巴哥群岛的雀的观察所表明的那样，孤立的种群可能遵循不同的进化路线。迁入和迁出受到岛屿和潜在定殖者的“源”之间的距离的影响（距离效应）。通常这个“源”是大陆，但也可以是其他岛屿。与不太孤立的岛屿相比，更加孤立的岛屿有生物迁入的概率较低。
一个物种在岛屿上成功定殖后，其绝灭的速率受岛屿大小的影响；这可以用物種面積曲線或效应来描述。大的岛屿有较大面积的棲息地，也更可能有多种不同的栖息地。栖息地规模更大能降低因偶然事件造成绝灭的概率。栖息地异质性可以增加迁入后能够延续的物种数量。
随着时间的推移，绝灭和迁入的两个作用力相互抵消，使物种丰富度达到均衡水平。

### 修改
隔离除了影响迁入率外，还会影响绝灭率。不太孤立的岛屿上的种群绝灭的可能性较小，来自源种群和其他岛屿的个体可以迁入并“营救”该种群，使之免于灭绝；这就是所谓的营救效应。
除了影响绝灭以外，岛屿大小也会影响迁入率。物种可能会主动选择更大的岛屿，因为它们资源更丰富，生态位更宽；另外，更大的岛屿也可能只是因为更大而偶然积累了更多的物种。这称为目标效应。

### 影响因素
- 隔离度（到最近“邻居”和大陆的距离）
- 隔离时长

西印度群岛七个大小岛屿上的爬行动物和两栖动物物种总数

- 岛屿的大小（面积更大通常有利于提高多样性）
- 栖息地适宜性，包括：
  - 气候（热带vs.极地、潮湿vs.干旱、多变性等)
  - 如果先前附着在较大的大陆块上，存在初始的动植物构成（例如有袋類、灵长类动物）
  - 当前的物种组成
- 相对于洋流的位置（影响养分、鱼类、鸟类和种子流动模式）
- 相对于吹尘的位置（影响养分）[8]
- 偶然性（影响偶然迁入）
- 人类活动

## 历史记录
化石提供了地球上的生命记录，可以借助化石来研究岛屿生物地理学理论。3亿年前，欧洲和北美洲位于赤道上，被充满蒸汽的热带雨林覆盖。气候变化令这些雨林在石炭纪期间被摧毁，随着气候变干燥，热带雨林变得支离破碎。缩小的森林岛屿不再适合两栖动物，但非常适合爬行动物，牠们在快速变迁的环境中变得更加多样，甚至改变了营养结构；这次石炭纪雨林崩溃事件引发了爬行动物的进化爆发。

## 研究实验
艾德華·威爾森和他的学生丹尼尔·森博洛夫在佛羅里達礁島群的红树林群岛对岛屿生物地理学理论进行了实验检验。他们调查了几个红树林岛上的物种丰富度。这些岛屿被甲基溴熏蒸以清除节肢动物群落。熏蒸后，他们监测了物种迁入岛上的情况。一年之内，这些岛屿被重新定殖到熏蒸前的水平。然而，辛伯洛夫和威尔逊认为，最后的物种丰富度在准均衡中振荡。如岛屿生物地理学理论所预测的那样，靠近大陆的岛屿恢复得更快。由于各个岛屿大小相似，他们没有检验岛屿大小的影响。
对巴羅科羅拉多島热带雨林研究站进行的研究，已整理成关于岛屿形成后生态变化的大量出版文献，例如大型捕食者的局部灭绝和随后猎物种群的变化。

## 保育生物学中的应用
该理论发表后的几年内，学者就意识到了其在保育生物學领域的潜在应用，这在生态学界引起了热烈的讨论。保护区和國家公園在人类改变的景观中构成岛屿（生境破碎化）的想法，以及这些保护区在“趋向平衡”过程中可能会丧失物种（称为生态系统衰退）的问题引起了极大的关注。在保育活动范围更广的大型物种时尤其如此。威廉·纽马克（William Newmark）发表在《自然》期刊上并获得《纽约时报》的报道的一项研究表明，受保护的美国国家公园的规模与哺乳动物种类的数量之间存在很强的相关性。
这导致了名为“一大或數小”（single large or several small，SLOSS）的争论，作家大卫·奎曼在《渡渡鸟之歌》（Song of the Dodo）中将其描述为“生态学自家的文雅版堑壕战”。威尔森和森博洛夫的论文发表后的几年里，生态学家发现了更多物种-面积关系的例子，保育规划的观点是，一个大型保护区可以比几个较小的保护区囊括更多的物种，大面积的保护区应当是保护区设计的准则。这一观点特别受到賈德·戴蒙的拥护。这引起了包括丹尼尔·森博洛夫在内的其他生态学家的担忧，他们认为这是一种未经证实的过度简化，对保育工作有害无益。在确定保育的物种数量时，栖息地多样性与大小一样重要，甚至更重要。
岛屿生物地理学理论也促进了野生动物廊道的发展，这种廊道作为一种保育工具，能够提高栖息地岛屿之间的连接度。野生动物廊道可以增加各个公园和保护区之间物种的移动，从而增加可以支持的物种数量，但它们也可能使疾病和病原体在种群之间传播，使连接度是否有利于生物多样性的问题变得复杂。
在物种多样性方面，岛屿生物地理学最能解释异域物种形成。异域物种形成即是在孤立的基因库中自然选择产生新基因库。岛屿生物地理学也可用于解释同域物种形成，即同一地区的一个祖先物种产生不同物种的概念。适应方式不同的物种之间若有杂交，则会阻止新物种形成，但在某些物种中似乎确实发生了同域物种形成的现象。

## 延伸阅读
- Schoenherr, Allan A.; Feldmeth, C. Robert; Emerson, Michael J. . University of California Press. 2003.
- Heatwole, Harold. . Encyclopedia of Life Support Systems.